# Działdowo
Działdowo é um município da Polônia, na voivodia da Vármia-Masúria e no condado de Działdowo. Estende-se por uma área de 11,47 km², com 21 370 habitantes, segundo os censos de 2017, com uma densidade de 1863,1 hab/km².